# Laurent Delamontagne
Laurent Delamontagne (* 9. Oktober 1965 in Rennes) ist ein ehemaliger französischer Fußballspieler.

## Karriere

### Jugend (bis 1985)
Im Alter von acht Jahren trat der jüngere Bruder des späteren Nationalspielers Patrick Delamontagne (* 1957) in den lokalen Fußballverein Espérance aus La Bouëxiere ein. Bei diesem durchlief der Stürmer die verschiedenen Altersstufen, bis ihm 1979 die Aufnahme in die Jugendabteilung des benachbarten Profiklubs Stade Rennes glückte. Im Trikot des Klubs aus der bretonischen Regionalhauptstadt erwies er sich als derart talentiert, dass er für verschiedene französische Jugendnationalmannschaften antreten durfte. Im Verein stieg er einige Zeit später in die Reservemannschaft auf und kam für diese in der dritten Liga zum Einsatz.

### Durchbruch bei Rennes (1985–1992)
Am 2. März 1985 kam er zu seinem Debüt für die erste Mannschaft von Rennes, als er bei einem 3:2-Sieg gegen den SC Abbeville für den Zweitligisten auflief. Anschließend erhielt der Nachwuchsspieler jedoch nur sehr sporadisch das Vertrauen von Trainer Pierre Mosca. Stattdessen spielte er hauptsächlich in der Reserve. Während der Spielzeit 1985/86, in der Rennes wieder erstklassig antrat, absolvierte er keine einzige Ligabegegnung. Er musste bis zum 4. Oktober 1986 warten, um bei einer 1:2-Niederlage gegen den RC Lens zu seinem Debüt in der höchsten französischen Spielklasse zu kommen. Von da an wurde er regelmäßig aufgeboten und erlebte schon wenige Wochen später ein direktes Duell gegen seinen Bruder Patrick, der beim Stade Laval unter Vertrag stand. Dass Rennes 1987 wieder abstieg, konnte der damals meist als Rechtsaußen eingesetzte Spieler jedoch nicht verhindern. In der Zweitklassigkeit festigte er seinen Stammplatz und erzielte seine ersten Tore im Profibereich. Während der Saison wurde ihm mit dem Niederländer Erik van den Boogard ein weiterer Stürmer zur Seite gestellt, was seiner gefestigten Rolle aber nicht schadete.
Im Sommer 1988 wurde der Kader durch seinen Bruder verstärkt. Daraufhin glückte ihm ein ausgesprochen starker Start in die neue Spielzeit, was sich in sechs Treffern in sieben Partien niederschlug. Das Geschwisterpaar und van den Boogard bildeten ein Angriffstrio, das die drittstärkste Offensive der Liga verkörperte und Rennes auch auf den dritten Tabellenplatz brachte. Den Aufstieg verpasste der 13-fache Torschütze Delamontagne dennoch, weil seine Elf in der Relegation unterlegen war. Wenngleich er 1989/90 nur noch neun Mal als Torschütze erfolgreich war, konnte er am Saisonende die Rückkehr in die erste Liga bejubeln. Es folgte ein sportlich schwaches Jahr, das auf dem letzten Tabellenplatz endete und in dem Rennes nur aufgrund dreier Zwangsabstiege die Klasse hielt. Die Spielzeit 1991/92, die er wieder ohne seinen Bruder bestreiten musste, brachte schließlich den Abstieg. Nach insgesamt 13 Jahren kam es überdies zu seinem Abschied vom Stade Rennes, da er im Erstligisten Olympique Lyon einen neuen Arbeitgeber gefunden hatte.

### Mit Lyon zur Vizemeisterschaft (1992–1995)
Bei Lyon erhielt er ebenfalls einen Stammplatz, trat aber wie schon in den letzten Jahren bei Rennes kaum noch als Torschütze in Erscheinung; im Verlauf der Spielzeit 1993/94 traf er sogar nur noch ein einziges Mal. Zwar wurde zunehmend seltener auf ihn gesetzt, dennoch wurde er regelmäßig eingesetzt, als sein Team im Verlauf der Saison 1994/95 den zweiten Tabellenplatz belegte und damit nationaler Vizemeister wurde. Dies ging mit der Qualifikation für den europäischen Wettbewerb und einer Aufstockung des Kaders einher, wodurch er keine Perspektive mehr besaß. Aufgrund dessen wechselte er im Sommer 1995 zum Zweitligisten SCO Angers.

### Zweite Liga mit Angers und Valence (1995–1999)
Bei den Westfranzosen aus Angers hatte er einen sicheren Stammplatz, musste aber schon 1996 den Abstieg in die Drittklassigkeit hinnehmen. Daraufhin verabschiedete er sich nach nur einem Jahr wieder und unterschrieb beim zweitklassigen Klub ASOA Valence im Süden des Landes einen neuen Vertrag. Nach zwei guten Spielzeiten, die im Tabellenmittelfeld endeten, entging seine Mannschaft 1998/99 nur äußerst knapp dem Abstieg. 1999 beendete der inzwischen 33-Jährige nach 181 Erstligapartien und 18 Toren sowie 240 Zweitligapartien und 41 Toren seine Profilaufbahn. Weitere vier Spielzeiten verbrachte er anschließend bei dem Fünftligisten US Montélimar. Später übernahm er eine Tätigkeit in der Kommunikationsbranche.